# Delta maxillosus
Delta maxillosus är en stekelart som först beskrevs av De Geer.  Delta maxillosus ingår i släktet Delta och familjen Eumenidae. Inga underarter finns listade i Catalogue of Life.